# Radu Zaharia
Radu Nicolae Zaharia (Mediaș, 25 gennaio 1989) è un ex calciatore rumeno, di ruolo difensore.

## Carriera

### Club
Ha giocato nella massima serie dei campionati rumeno e cipriota.